# 紀元前307年
紀元前307年（きげんぜん307ねん）は、ローマ暦の年である。
当時は、「カエクスとウィオレンスが共和政ローマ執政官に就任した年」として知られていた（もしくは、それほど使われてはいないが、ローマ建国紀元447年）。紀年法として西暦（キリスト紀元）がヨーロッパで広く普及した中世初期以降、この年は紀元前307年と表記されるのが一般的となった。

## 他の紀年法
- 干支 : 甲寅
- 日本
  - 皇紀354年
  - 孝安天皇86年
- 中国
  - 周 - 赧王8年
  - 秦 - 武王4年
  - 楚 - 懐王22年
  - 斉 - 宣王13年
  - 燕 - 昭王5年
  - 趙 - 武霊王19年
  - 魏 - 襄王12年
  - 韓 - 襄王5年
- 朝鮮
  - 檀紀2027年
- ベトナム :
- 仏滅紀元 : 238年
- ユダヤ暦 :

## できごと

### バビロニア
- デメトリオス1世は、セレウコス1世と和平を結び、セレウコス1世は自身の王国の支配を強固にした。

### エジプト
- プトレマイオス1世は、デメトリオス1世の協力を得て、アレクサンドリア図書館と博物館を建設した。アレクサンドロス3世と同様に、プトレマイオス1世はアリストテレスに学び、博物館に勤める100名程度の専門家には、国から給与が支払われた。

### ギリシア
- 10年間に渡ってアテネを独裁し、カッサンドロスを支援していたディミトリオスは、マケドニア王国のデメトリオス1世の侵攻を恐れてアテネから逃亡し、エジプトのアレクサンドリアに移り住んだ。
- デメトリオス1世は、アテネの憲法を再制定した。アテネ市民は、アンティゴノス1世とデメトリオス1世を救世主として崇めた。
- イピロスの王になるに際し、ピュロスは義兄弟のデメトリオス1世と同盟を結んだ。

### シチリア
- シュラクサイの僭主アガトクレスは、拡大する領民の反乱を抑えるため、シュラクサイに戻らなければならなかった。カルタゴに残ったアガトクレスの軍は、すぐに壊滅させられた。
- カルタゴの将軍ハミルカルは、シュラクサイの侵攻に失敗し、捕えられて殺害された。
- セジェスタの町は、アガトクレスによって破壊された。

### 中国
- 秦の甘茂が韓の宜陽を攻撃したが、5カ月経っても陥落させられなかったため、武王は甘茂を召還して軍を撤退させようとした。甘茂が息壌の盟約を武王に思い出させると、武王は大規模な援軍を編成して、甘茂を助けた。宜陽が陥落すると、韓の公仲侈が秦に入国して陳謝し、講和を願い出た。
- 秦の武王は力比べを好み、力士の任鄙・烏獲・孟説らはみな大官に上った。この年の8月、武王と孟説は鼎を持ち上げる勝負をしていたところ、武王は脈が絶えて突然死した。孟説の一族はみな処刑された。武王には子がいなかったため、燕に人質として異母弟の稷（昭襄王）を擁立して即位させた。昭襄王の母の宣太后が朝政の実権を握り、武王の遺臣の樗里疾・甘茂・向寿・公孫奭らが国政を運営した。
- 趙の武霊王が中山国を攻撃し、房子に達した。武霊王は趙軍に胡服騎射を採用して、軍事の強化を図った。

### 哲学
- エピクロスの教えに基づいたエピクロス主義が確立した。

## 死去
- 武王 - 秦の君主。